# Route principale 17 (Suisse)
Pour les articles homonymes, voir H17 et Route 17.
La Route principale 17 est une route principale suisse reliant Leibstadt à Altdorf.

## Parcours
- Leibstadt
- Döttingen
- Zurich
- lac de Zurich
- Rapperswil
- Uznach
- Näfels
- Glaris
- Schwanden
- Linthal
- Col du Klausen
- Altdorf